# Göteborg
Göteborg (pronunție suedeză /jœtəˈbɔrj/, aproximativ în fonetică românească io-te-bori) este un oraș în Suedia.
În anul 2006 populatia era de 489.787 locuitori în municipalitate și de 510.491 în zona urbană, Göteborg fiind al doilea mare oraș al Suediei dupa Stockholm. Este situat în sud-vestul Suediei, pe malul Mării Nordului, pe malul strâmtorii Kattegat. Este un important centru comercial și nod de transporturi (în special navale și aeriene).
Göteborg este și un important centru universitar, aici găsindu-se atât Universitatea din Göteborg, cea mai mare instituție de învățământ superior din Scandinavia, cât și Chalmers Tekniska Högskola.
Deoarece estuarul la Marea Nordului al Göta Älv este foarte prielnic pentru activitate portuară, Göteborg este cel mai important port al Suediei. Deși șantierele navale au fost închise în anii 1970, activitatea portuară a crescut continuu, actualmente portul devenind cel mai mare din Scandinavia. 
Göteborg este și un important centru industrial, uzinele Volvo, Svenska Kullagerfabriken AB (SKF)-producător de rulmenți și producătorul de produse farmaceutice Astra-Zeneca avându-și sediul și principalele sectoare de producție aici.
La începutul anilor 1900 Göteborg a fost portul de emigrație pentru aproximativ un milion de persoane care ulterior s-au stabilit în Minnesota și care au stat la baza comunității suedeze din SUA.

## Demografie
| \| Evoluția demografică a zonei urbane Göteborg, 1970–2015 \| Evoluția demografică a zonei urbane Göteborg, 1970–2015 \| Evoluția demografică a zonei urbane Göteborg, 1970–2015 \| Evoluția demografică a zonei urbane Göteborg, 1970–2015 \| Evoluția demografică a zonei urbane Göteborg, 1970–2015 \| \| --------------------------------------------------------------------------------------- \| ------------------------------------------------------- \| ------------------------------------------------------- \| ------------------------------------------------------- \| ------------------------------------------------------- \| \| An \| \| \| Locuitori \| \| \| 1970 \| 1970 \| \| 485.785 \| 485.785 \| \| 1975 \| 1975 \| \| 470.529 \| 470.529 \| \| 1980 \| 1980 \| \| 456.684 \| 456.684 \| \| 1990 \| 1990 \| \| 465.474 \| 465.474 \| \| 1995 \| 1995 \| \| 480.839 \| 480.839 \| \| 2000 \| 2000 \| \| 495.822 \| 495.822 \| \| 2005 \| 2005 \| \| 510.491 \| 510.491 \| \| 2010 \| 2010 \| \| 549.839 \| 549.839 \| \| 2015 \| 2015 \| \| 572.799 \| 572.799 \| \| Sursa: SCB - Statistika Centralbyrån, Folkmängden per tätort. Vart femte år 1960 - 2016 \| \| \| \| \| |      |  |           |         |
| Evoluția demografică a zonei urbane Göteborg, 1970–2015 |      |  |           |         |
| An |      |  | Locuitori |         |
| 1970 | 1970 |  | 485.785   | 485.785 |
| 1975 | 1975 |  | 470.529   | 470.529 |
| 1980 | 1980 |  | 456.684   | 456.684 |
| 1990 | 1990 |  | 465.474   | 465.474 |
| 1995 | 1995 |  | 480.839   | 480.839 |
| 2000 | 2000 |  | 495.822   | 495.822 |
| 2005 | 2005 |  | 510.491   | 510.491 |
| 2010 | 2010 |  | 549.839   | 549.839 |
| 2015 | 2015 |  | 572.799   | 572.799 |
| Sursa: SCB - Statistika Centralbyrån, Folkmängden per tätort. Vart femte år 1960 - 2016 |      |  |           |         |

## Personalități născute aici
- William Chambers  (1723 – 1796), arhitect;
- Bengt Lidner (1757 – 1793), poet;
- Bengt Erland Fogelberg (1786 - 1854), sculptor;
- Henriette Nissen-Saloman (1819 - 1879), cântăreață de operă;
- Oskar Dickson (1823 – 1897), om de afacerim, explorator;
- Klas Pontus Arnoldson (1844 – 1916), scriitor, om politic;
- Johan Andreas Hallén (1846 – 1925), compozitor;
- Sophie Elkan née Salomon (1853 – 1921), scriitoare;
- Maj Britt Theorin (1932 - 2021), om politic;
- Roy Andersson (n. 1943), regizor;
- Wera Sæther (n. 1945), scriitoare;
- Lisbeth Grönfeldt Bergman (n. 1948), om politic, europarlamentar;
- Jonas Sjöstedt (n. 1964), om politic;
- Anders Svensson (n. 1976), fotbalist.